# Хинчклифф, Энди
Э́ндрю Джордж Хи́нчклифф (англ. Andrew George Hinchcliffe; 5 февраля 1969, Манчестер), более известный как Энди Хинчклифф (англ. Andy Hinchcliffe) — английский футболист, левый защитник. Выступал за футбольные клубы «Манчестер Сити», «Эвертон» и «Шеффилд Уэнсдей», также за сборную Англии. 
После завершения карьеры футболиста работал спортивным комментатором на британском телевидении.

## Клубная карьера
Уроженец Манчестера, Хинчклифф является воспитанником футбольной академии «Манчестер Сити». В сезоне 1985/86 помог команде выиграть первый в её истории Молодёжный кубок Англии. 15 августа 1987 года дебютировал в основном составе «Манчестер Сити» в домашней игре против «Плимут Аргайл». В первой команде «Сити» провёл три сезона, сыграв 139 матчей и забив 11 голов.
В 1990 году перешёл в «Эвертон». В сезоне 1994/95 помог «ирискам» выиграть Кубок Англии, обыграв в финале «Манчестер Юнайтед». Всего провёл за «Эвертон» 222 матча и забил 9 мячей с 1990 по 1997 год.
30 января 1998 года перешёл в «Шеффилд Уэнсдей» за 2,75 млн фунтов. Выступал за клуб до 2002 года, проведя за него 95 матчей и забив 7 голов. 26 марта 2002 года объявил о завершении карьеры в связи с операцией на колене.

## Карьера в сборной
В 1988 году провёл один матч за сборную Англии до 21 года.
1 сентября 1996 года дебютировал за главную сборную Англии в матче против сборной Молдавии. Всего провёл за сборную семь матчей.

## Карьера комментатора
Работал спортивным комментатором на телеканале Sky Sports. Комментировал матчи Премьер-лиги и Чемпионшипа.

## Достижения
«Манчестер Сити»
- Обладатель Молодёжного кубка Англии: 1985/86[2]

«Эвертон»
- Обладатель Кубка Англии: 1994/95[5]
- Обладатель Суперкубка Англии: 1995

Личные достижения
- Член «команды года» Второго дивизиона по версии PFA: 1987/88